# 萊西達氏兵鯰
萊西達氏兵鯰又名萊西達氏硬唇美鯰，為輻鰭魚綱鯰形目美鯰科的其中一種，為熱帶淡水魚。分布於南美洲巴西巴伊亞州的Rio Ribeira da Terra Firme，體長可達3.4-5.5公分，棲息在底層水域，生活習性不明。

## 扩展阅读
維基物種上的相關：萊西達氏硬唇美鯰